# François Van Belle
François Joseph Van Belle (Tilleur, 29 september 1881 - Tilleur, 27 mei 1966) was een Belgisch volksvertegenwoordiger en Waals militant.

## Biografie
Van Belle, schrijnwerker van beroep, was de tweelingbroer van Charles Van Belle. Hun vader was gemeenteraadslid in Tilleur. Ook François Van Belle engageerde zich als socialistisch politicus en volgde in 1908 zijn vader op als gemeenteraadslid. Hij werd schepen in 1912 en burgemeester in 1921, een ambt dat hij bekleedde tot aan zijn dood.
Vanaf 1912 stond hij op de kandidatenlijst voor de wetgevende verkiezingen en werd in 1919 verkozen tot socialistisch volksvertegenwoordiger voor het arrondissement Luik, een mandaat dat hij vervulde tot in 1958. Van 1936 tot 1958 was hij ondervoorzitter van de Kamer.
Van Belle nam deel aan de Waalse congressen van 1905 tot 1912 en had kritiek op hun in zijn ogen te gematigd karakter. Hij was voorzitter van de Concentration Wallonne van 1931 tot 1937. De Concentration Wallonne koos voor een confederalistisch project en erkende Wallonië, Vlaanderen en Brussel, waarbij elke regio de bevoegdheid over buitenlands beleid, landsverdediging, kolonies en douane afstond aan het centrale gezag. De kennis van een der beide landstalen volstond voor de toegang tot de hoge administratie. 
Van Belle was tegen de neutraliteitspolitiek gekant en stelde een economische unie voor met Frankrijk. Hij was ook gekant tegen de akkoorden tussen België en Nederland. In zijn federalistische visie kreeg Wallonië de bevoegdheid over de financies, het onderwijs en het economisch en militair beleid. Hij richtte een Groep van Waalse parlementairen op (1936), waarvan hij voorzitter werd. In 1938 nam hij deel aan het Eerste Congres van de Waalse socialisten. Hij tekende mee het federalistisch wetsvoorstel van Georges Truffaut en Fernand Dehousse met Joseph Martel, maar de overweging werd door het parlement verworpen in de periode van de zaak Adriaan Martens. 
Tijdens de Tweede Wereldoorlog werd hij als burgemeester van Tilleur in 1940 door de bezetter afgezet. Hij werd lid van Wallonie libre en maakte deel uit van het directorium (in 1941), dat hij vervolgens voorzat tot 1958. Tussen december 1942 en oktober 1944 was François Van Belle ook voorzitter van het Rassemblement démocratique et socialiste wallon. Van 1941 nam hij deel aan de clandestiene Waalse economische raad. 
Hij en zijn broer Charles stemden na de bevrijding in 1944 als enigen niet voor Prins Karel als regent, maar wel voor Louis de Brouckère.
Op het Waals nationaal congres van Luik in oktober 1945 verdedigde hij de onafhankelijkheid van Wallonië. Bij een eerste stemming haalde de re-unionistische strekking een meerderheid (zonder een absolute meerderheid te halen). Zoals de andere congressisten koos hij ten slotte voor het federalisme. In 1952 legden Joseph Merlot en Van Belle opnieuw een voorstel neer ten voordele van het federalisme. 
Hij was actief tijdens de Koningskwestie en lijkt de vorming van een Waalse separatistische regering gesteund te hebben (met Simon Paque, André Renard, Fernand Dehousse, Joseph Merlot, Georges Thone, Robert Lambion, Paul Gruselin en Fernand Schreurs). Die regering zou vervolgens de Staten-Generaal van Wallonië hebben samengeroepen. De leiders van de Belgische Socialistische Partij deden de 'separatisten' opnieuw in de pas lopen.

## Publicatie
- Les Problèmes Wallons, Charleroi, 1945.